# 성 안드레 성당

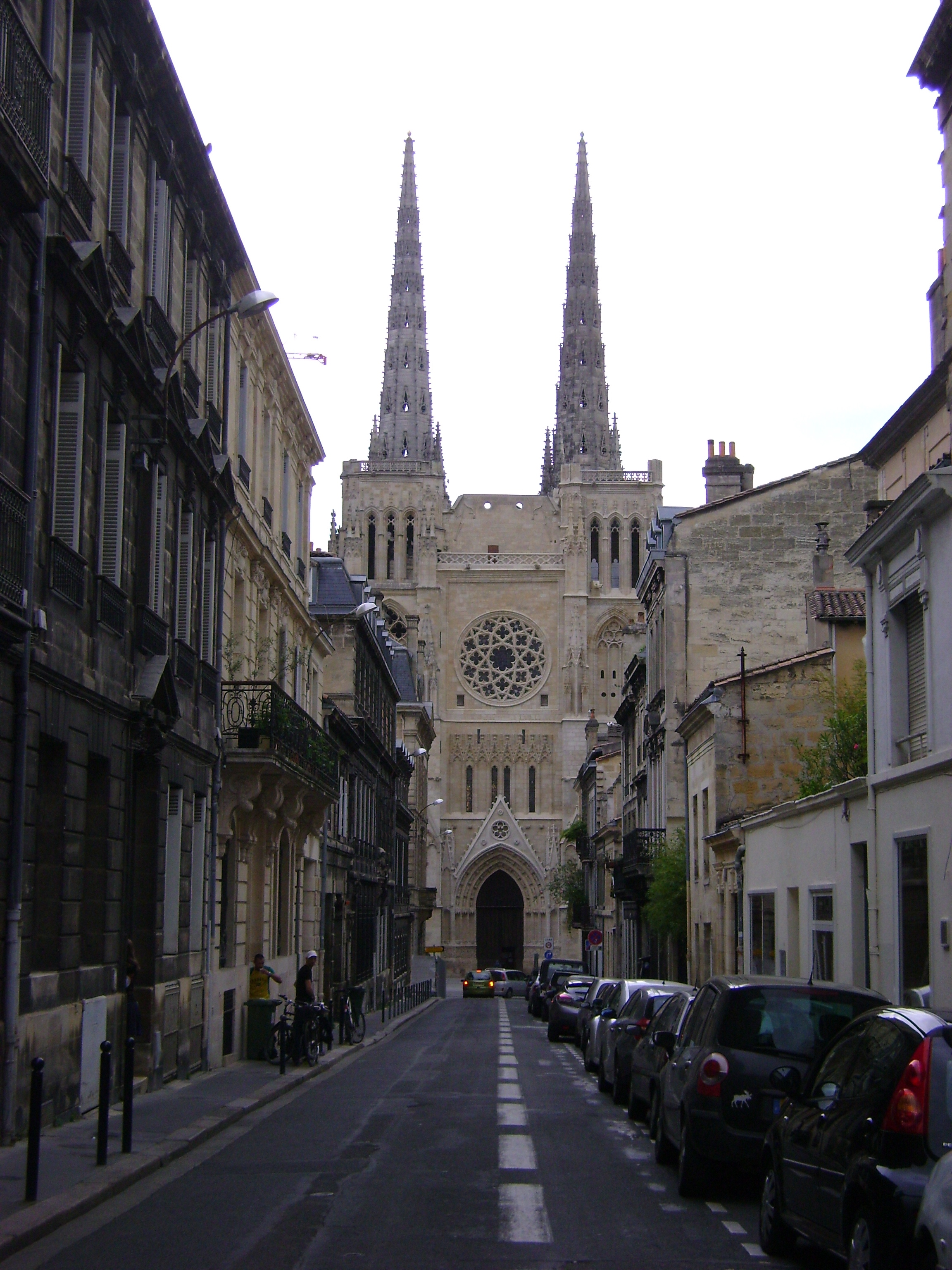

성 안드레 성당 또는 보르도 생 앙드레 대성당(Bordeaux Cathedral, Cathédrale Saint-André de Bordeaux)은 사도 안드레아에게 헌납된 로마가톨릭 교회로서, 프랑스 보르도에 위해 있다.
프랑스의 고딕양식을 가장 훌륭하게 보존하고 있는 성 안드레 성당은 보르도의 유서깊은 대표적인 상징물이다. 성 소랭 예배당, 성 미셀 예배당과 함께 보르도에 있는 유네스코 지정 세계문화유산 중의 하나이다.